# Christoforos Charalambakis

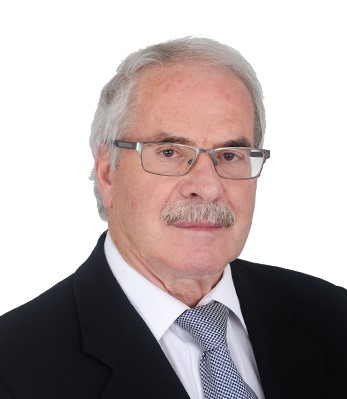
Christoforos Charalambakis

Christoforos Charalambakis, auch in der Transkription Christoforos Charalampakis, griechisch Χριστόφορος Χαραλαμπάκης (* 1948 in Anatoli, Gemeinde Ierapetra, Kreta), ist ein griechischer Sprachwissenschaftler und Neogräzist.

## Leben
Charalambakis stammt aus einer kinderreichen Familie aus Kreta. Nach dem Studium der Philologie an der Universität Athen, das er 1971 mit dem Diplom (πτυχίο) abschloss, absolvierte er von 1972 bis 1976 ein Postgraduiertenstudium an den Universitäten Köln und Heidelberg mit einem Stipendium des DAAD. Er wurde 1976 mit einer Dissertation über Φτάνω. Ein Beitrag zur griechischen Wortforschung in Köln promoviert. Von 1977 bis 1983 war er Redaktor des Historischen Wörterbuchs für die Neugriechische Sprache der Akademie von Athen,  von 1979 bis 1981 wissenschaftlicher Mitarbeiter, 1982 außerordentlicher Professor und schließlich von 1983 bis 1993 Professor für Sprachwissenschaft an der Universität Kreta. 
Darauf war er von 1993 bis 2000 Professor an der Pädagogischen Abteilung für Volksbildung der Universität Athen (Παιδαγωγικό Τμήμα Δημοτικής Εκπαίδευσης). 1998 wählte ihn der Senat der Universität Athen unter Beibehaltung seiner Professor zum Leiter des Zentrums für die Erstellung des Historischen Wörterbuchs für die Neugriechische Sprache (Κέντρο Συντάξεως του Ιστορικού Λεξικού της Νέας Ελληνικής Γλώσσας). Im Jahr 2000 wechselte er an die Abteilung Philologie, Bereich Sprachwissenschaft der Universität Athen. Inzwischen ist er emeritiert.
Charalambakis hatte Gastprofessuren an den Universitäten Münster (1989), Athen (1990–1991), der Universität Zypern  (1994, 1997, 2011), der Universität Thrakien (2001–2002), der Universität Granada (2006) und der Frederick University, Zypern (2010) inne. Längere Forschungsaufenthalte führten ihn an die Universitäten von North Dakota (1983), Reading (1987) und Cambridge, England (1990). Er hatte zudem verschiedene Funktionen im griechischen Bildungswesen inne.
Seine wissenschaftlichen Interessen betreffen vor allem die altgriechische und die neugriechische Dialektologie und die elektronische Lexikographie, die Beziehung zwischen Sprache und Literatur und die Sprache der Bildung mit besonderer Berücksichtigung des Computers und der Hochtechnologie. Er arbeitet auch zur sprachwissenschaftlichen Terminologie, zur theoretischen Sprachwissenschaft und zur Geschichte der griechischen Sprache, zu stilistischen und soziologischen Problemen und zum korrekten Gebrauch der neugriechischen Sprache.

## Schriften (Auswahl)
- mit Georgios K. Giannakis, Franco Montanari, Antonios Rengakos (Hrsg.): Studies in Greek Lexicology in honour of John N. Kazazis. De Gruyter, Berlin 2019 Auszüge online
- Neohellenic: The present state, in: Chrys C. Caragounis  (Hrsg.), Greek. A language in evolution. Essays in honour of Antonios N. Jannaris. Georg Olms Verlag, Hildesheim, Zürich, New York 2010, S. 269–292.
- A critical evaluation of some Modern Greek Dictionaries, in: Skriften på skærmen Band 8, 1994, S. 19–33.
- A case of whistled speech from Greece, in: Current Issues in Linguistic Theory Band 117, 1994, S. 389–396.
- Zum Sprachverfall in der griechischen Antike, in: Glenn W. Most, Hubert Petersmann, Adolf Martin Ritter (Hrsg.): Philanthropia kai Eusebeia. Festschrift für Albrecht Dihle zum 70. Geburtstag. Göttingen, Vandenhoeck & Ruprecht 1993, S. 36–45.